# Valareña
Valareña es una localidad del municipio de Ejea de los Caballeros, en la provincia de Zaragoza.

## Historia
Fundada el 8 de abril de 1959, esta localidad no sorteó sus lotes hasta el 12 de diciembre de 1962, atrayendo la presencia de sus 50 primeros colonos, procedentes de Ejea de los Caballeros, Rivas, Zaragoza, Uncastillo e Ibdes. Terminaron asentándose el 15 de abril de 1963.
Recibe el nombre de Valareña como homenaje al barranco cercano y que se encuentra unido a los barrancos de Valtuerta y Malvecino en Pinsoro.
Al igual que en El Sabinar, el asentamiento de los primeros colonos tuvo grandes dificultades debido al salitre de la tierra; esto hizo que se tuvieran que redimensionar todos los lotes, rompiendo así los pronósticos que pretendían a hacer de este pueblo colono, el más grande de la zona.
Tras la construcción de Valareña, varias personas se dieron cuenta de que varias piedras utilizadas durante la misma, contenían fósiles de la Era Terciaria o cenozoico.

## Población
Valareña, al igual que otros pueblos pequeños, ha sufrido una disminución de su población a causa de los decesos y la salida de los más jóvenes en busca de un futuro mejor.
Según el Instituto Nacional de Estadística (INE), esta localidad contaba en 2014 con una población de 294 habitantes, entre los que se encuentran 166 mujeres y 128 hombres.

## Fiestas
Las fiestas patronales en honor a San Miguel Arcángel, se celebran del 9 al 13 de julio, aunque estos días se van adaptando para celebrarse de miércoles a domingo.

## Asociaciones
- CDE Valdesport
- C.F. Valareña
- Asociación Taurino Cultural Alberto Álvarez
- Casa de Juventud de Valareña
- Asociación de jubilados Valareña
- Asociación de mujeres Juana Jiménez

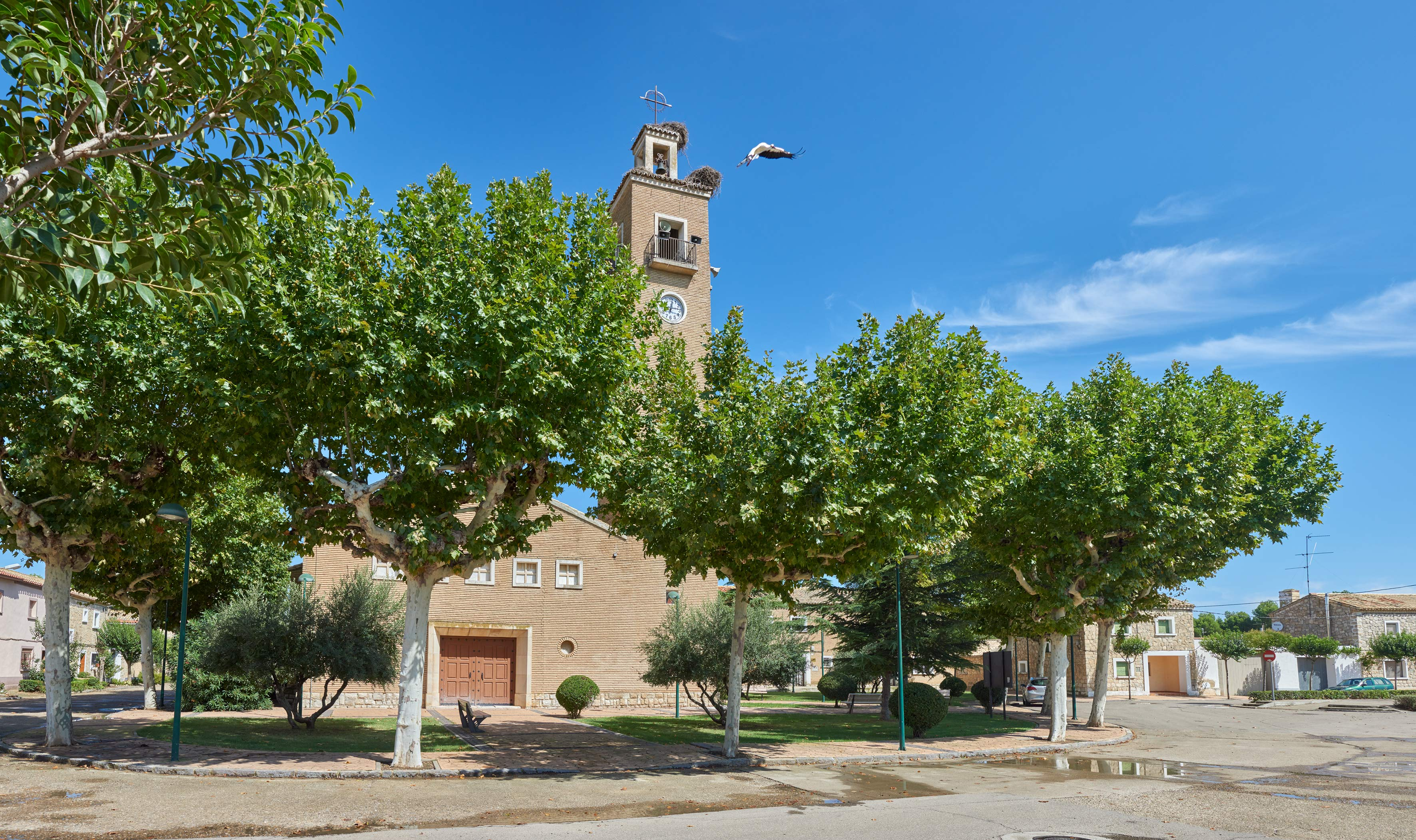
Iglesia Parroquial de San Miguel de Valareña

- Asociación familiar San Miguel
- Asociación Valareña Joven